# NGC 1451
NGC 1451 (również PGC 13801) – galaktyka eliptyczna (E-S0), znajdująca się w gwiazdozbiorze Erydanu. Odkrył ją Heinrich Louis d’Arrest 9 października 1864 roku.